# Bejcgyertyános
Bejcgyertyános es un pueblo ubicado en el distrito de Sárvár, en el condado de Vas, Hungría.

## Superficie
Posee una superficie de 31,43 kilómetros cuadrados.

## Demografía
Hasta 2019 la población era de 433 habitantes, con una densidad de población de 13,78 habitantes por kilómetro cuadrado.